# Jost Biedermann
Jost Biedermann (* 1. Januar 1922 in Borna; † 6. Mai 2008 in Berlin) war ein deutscher Politiker (CDU). Er war Abgeordneter der Volkskammer der DDR.

## Leben
Der Sohn eines Arztes besuchte die Volksschule und das Realgymnasium in Borna und das Gymnasium in Leipzig. Er wurde zum Kriegsdienst in die Wehrmacht eingezogen und geriet in Kriegsgefangenschaft. 
1946 arbeitete er als Angestellter im Braunkohlentagebau und trat im selben Jahr in die CDU ein. Von 1946 bis 1952 war er Vorsitzender des CDU-Kreisverbandes Borna. Von 1948 bis 1950 war er stellvertretender Landrat des Kreises Borna und 1949 Kandidat der CDU bei den Wahlen zum Deutschen Volkskongress. Von 1950 bis 1952 fungierte er als Oberbürgermeister von Borna und von 1952 bis 1954 als Vorsitzender des CDU-Kreisverbandes Leipzig. 1952 wurde er auch Mitglied des CDU-Hauptvorstandes.
Von 1952 bis 1963 war er als Mitglied der CDU-Fraktion und Berliner Vertreter Abgeordneter der Volkskammer. Er war am 17. Dezember 1952 für den Abgeordneten Alfons Fruhner nachgerückt. 
1954 ging er als Mitarbeiter der CDU-Parteileitung nach Berlin. Er war bis März 1960 Kreisvorsitzender in Berlin-Friedrichshain. Vom 1. Januar 1960 bis April 1964 war er Stadtbezirksrat für Handel und Versorgung sowie Stellvertretender Bürgermeister in Berlin-Mitte. Von März bis Oktober 1964 war er kurzzeitig Sekretär des Hauptvorstandes der CDU, dann wieder nur einfaches Mitglied des Hauptvorstandes. Anschließend war er als Mitarbeiter des Ministers für Anleitung und Kontrolle der Bezirks- und Kreisräte sowie als Mitarbeiter des Amtes für Preise der DDR tätig. Seit 1975 war er Mitglied des Rates des Bezirkes Gera und Leiter der Abteilung Verkehrs- und Nachrichtenwesen bzw. für Erholungswesen. Im März 1985 schied er aus Gesundheitsgründen aus seinem Amt und ging als Rentner wieder nach Berlin.
Biedermann war seit Mai 1987 Mitglied des Zentralausschusses (Zentralvorstandes) der Volkssolidarität und seit 19. Mai 1988 Stellvertreter des Vorsitzenden. Seit dem 11. Dezember 1989 führte er als Nachfolger von Alois Bräutigam ehrenamtlich die Geschäfte der Organisation (gemeinsam mit Georg Ostermann). Am 26. Mai 1990 wurde er schließlich zum Präsidenten der Volkssolidarität e. V. gewählt. Diese ehrenamtliche Funktion übte er bis zum März 2002 aus.
Der Ehrenpräsident der Volkssolidarität starb im Alter von 86 Jahren.

## Auszeichnungen
- 1959 Verdienstmedaille der DDR
- 1962 Ernst-Moritz-Arndt-Medaille
- 1964 Otto-Nuschke-Ehrenzeichen in Gold
- 1964 Vaterländischer Verdienstorden in Bronze, 1978 in Silber und 1987 in Gold
- 1984 Ehrennadel der Gesellschaft für Deutsch-Sowjetische Freundschaft in Gold